# Joseph Grasegger
Joseph Grasegger, normalisiert Josef Grasegger, (* 18. Juli 1900 in Partenkirchen; † 17. Dezember 1967 in Garmisch-Partenkirchen) war ein deutscher Verwaltungsjurist und von 1939 bis 1945 Landrat in Burglengenfeld.

## Leben
Nach dem Besuch der Volksschule wechselte Grasegger 1911 an die Realschule nach Weilheim und 1917 an die Luitpold-Kreisoberrealschule in München. Von 1920 bis 1924 studierte er Rechtswissenschaften an der Universität und promovierte 1925 zum Dr. jur. Das Thema seiner Dissertation lautete: Das dingliche Wohnungsrecht des § 1093 BGB. mit Berücksichtigung seines Verhältnisses zu anderen dinglichen Wohnungsrechten und zur Miete und erschien bei der Ostdeutschen Druck- und Verlagsanstalt 1926 in Druck.
Im November 1927 legte er die juristische große Staatsprüfung am Ende seines Vorbereitungsdienstes ab. 1928 wurde er zum Regierungsassessor bei der Regierung von Niederbayern und 1933 zum Regierungsrat in Füssen ernannt. Zum 1. Mai 1933 trat er der NSDAP bei (Mitgliedsnummer 2.541.906).
Nachdem Grasegger im Oktober 1938 kommissarisch als Bezirksamtsvorstand in Burglengenfeld eingesetzt worden war, übernahm er rückwirkend zum 1. Mai 1939 hauptamtlich die Funktion des Landrats in Burglengenfeld und blieb bis zu seiner Dienstenthebung am 9. Mai 1945 im Amt. Ab August 1942 nahm er als Vertreter gleichzeitig die Dienstgeschäfte des Landrats von Nabburg wahr.
Im Entnazifizierungsverfahren wurde er 1947 durch die Spruchkammer Burglengenfeld als Mitläufer eingestuft. Die Bitte um Wiedereinstellung in den Staatsdienst und gleichzeitige Versetzung in den Ruhestand im Alter von 48 Jahren zog er 1948 zurück, nachdem er eine Stelle als juristischer Sachbearbeiter, zuletzt als Oberrechtsrat, beim Markt Garmisch-Partenkirchen erhalten hatte.